# Lissotriton
Lissotriton é um género de salamandra da família Salamandridae.

## Espécies
- Lissotriton boscai (Lataste, 1879)
- Lissotriton helveticus (Razoumovsky, 1789)
- Lissotriton italicus (Peracca, 1898)
- Lissotriton montandoni (Boulenger, 1880)
- Lissotriton vulgaris (Linnaeus, 1758)